# 白鳥神社 (東近江市種町)
白鳥神社（しらとりじんじゃ）は、滋賀県東近江市種町に鎮座する神社である。旧社格は村社。

## 祭神
日本武尊を主祭神に、仲哀天皇と応神天皇を配祀する。

## 神紋
丸に二ッ引

## 歴史
天平年間（729-49年）に行基が勧請したと伝わる。元亀の兵乱時に社殿等ことごとく損失した。享保7年（1722年）に再建されたが、明治28年（1895年）再び大火に襲われ類焼した。明治33年に再び再建され、現在に至っている。明治9年に村社に列格された。

## 祭事
- 例祭　　5月13日

例祭後、神占により選ばれた者が、翌年の例祭まで自宅で分霊を祭祀する。

## 境内社
- 日吉神社
- 野神神社
- 稲荷神社